# 朝日生命保険
朝日生命保険相互会社（あさひせいめいほけん）は、東京都新宿区及び多摩市に本社を置く、相互会社形式の生命保険会社である。
旧・古河財閥に属し、現在も古河グループ（古河三水会）や第一勧銀グループ（三金会）のメンバー企業として名を連ねている。このため旧・第一銀行（現・みずほ銀行）と関係が深く、みずほフィナンシャルグループに近い生保と言われている。また、古河グループ各社の主要株主に名を連ねている。

## 概要

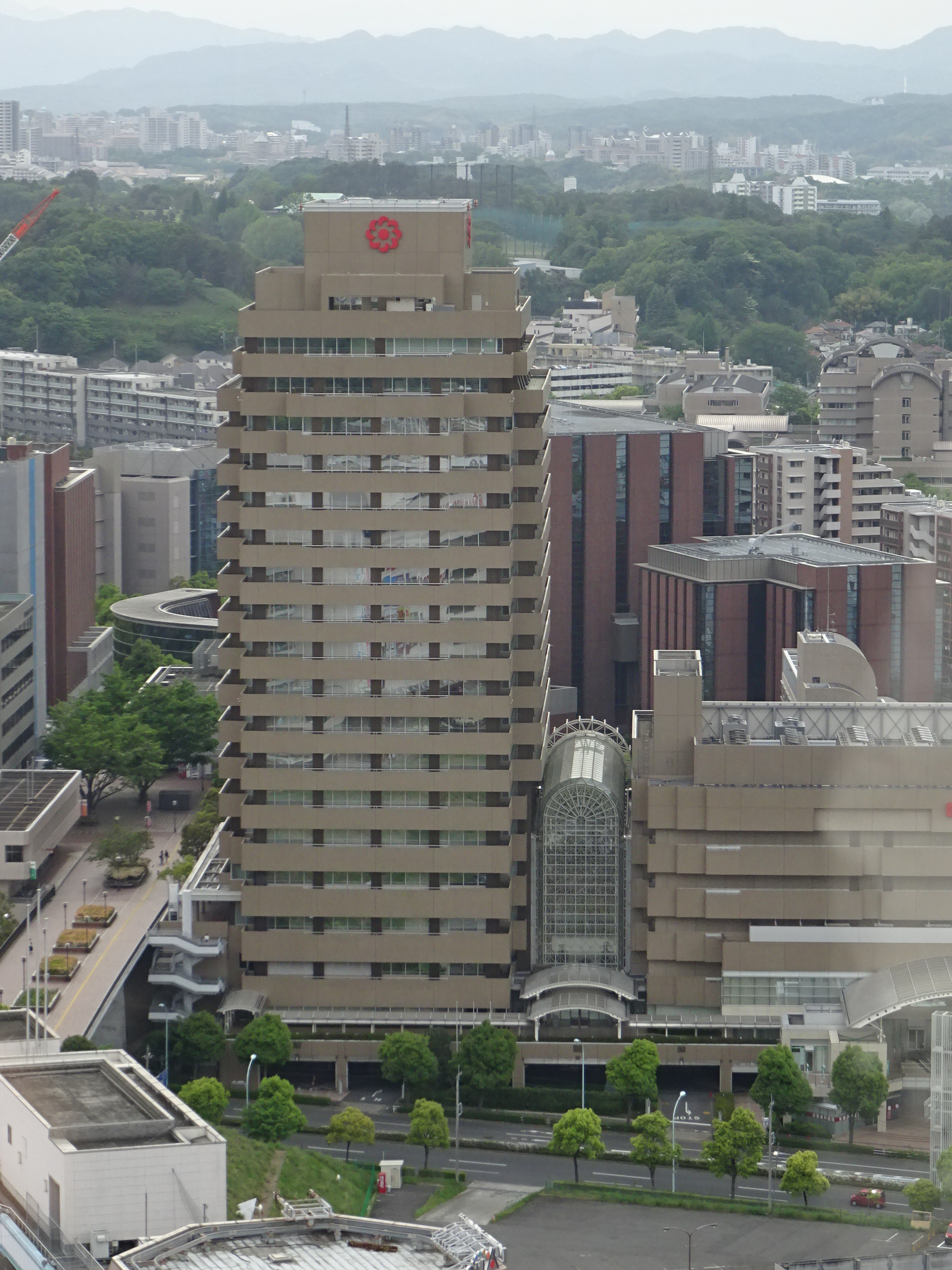
東京都多摩市にある多摩本社

1881年設立の有限明治生命保険会社（現・明治安田生命保険）に続き、1888年に国内二番目の生命保険会社として設立。戦前は大手5社《明治生命保険、日本生命保険、第一生命保険、千代田生命保険、朝日生命保険（当時は帝国生命保険）》、戦後は大手5社（日本生命保険、第一生命保険、明治生命保険、住友生命保険、朝日生命保険）の一角を占めていた。
しかし、2001年にミレアホールディングス（現・東京海上ホールディングス）との経営統合を発表するも、のちに白紙撤回。団体保険分野から事実上撤退し、個人保険分野へ経営資源の集中を図ったが振るわず経営規模は大きく縮小した。
中堅損害保険会社の朝日火災海上保険（現・楽天損害保険）とは、現在は資本関係が無いが、元々は朝日生命も設立に携わっていた経緯がある。

## 沿革
- 1888年（明治21年）3月1日 - 帝国生命保険株式会社として設立（近代的生命保険会社では2番目に設立）。創立委員に加唐為重（海軍主計学舎出身）、福原有信、伊藤幹一、松本伊兵衛、小疇治郎兵衛（初代社長）[1]。
- 1936年（昭和11年）- 東洋生命を合併。
- 1942年（昭和17年）- 前川生命（1939年に常磐生命と日本共立生命が合併）を合併。
- 1947年（昭和22年）- 朝日生命保険相互会社として相互会社に改組し、商号変更。
なお、この時に当時の大蔵省に「文化生命」のみで届け出るはずが、担当者の思いつきで「朝日生命」（社章が朝日から）を書き加え許可されている。また、「朝日生命」という社名は、これ以前に現在の大同生命の前身会社が使用していたが、全くの無関係である。
- 1971年（昭和46年）- 千代田区大手町（呉服橋側）に当時随一の高層ビルである「朝日東海ビル」を東海銀行と共同で竣工。UFJ銀行発足まで東海銀行の東京本部が入居していた。
- 2000年（平成12年）11月 - 東京海上火災保険と日動火災保険（現・東京海上日動火災保険）と共に、生損保と系列の枠を超えて経営統合を視野に入れた保険グループの構想を発表。
- 2001年（平成13年）
  - 1月 - 「ミレア保険グループ」が結成され、東京海上と日動火災は2002年に株式移転による持株会社傘下入りで経営統合を発表。朝日生命と後に参加する共栄火災海上保険相互会社は株式会社へ転換後の2004年を目処に、東京海上日動火災保険と合流して経営統合する見通しであった。
  - 11月 - 朝日生命は当時の不況と株安による経営悪化から、朝日生命の新規営業部門を東京海上あんしん生命保険へ移管の上、2003年に自社を株式会社へ転換させあんしん生命と合併し「ミレア生命保険株式会社」を発足させる「早期経営統合策」を発表[注釈 2]。
- 2002年（平成14年）2月 - 朝日生命は、東京海上との意見相違や資金の折り合いがつかないことから、前述した早期経営統合策の白紙撤回を発表。当初予定の通り2004年に単独で株式会社化のうえ東京海上・日動火災と合併を目指すとしたが、親密先の第一勧業銀行・あさひ銀行等へ相互会社基金の増額（株式会社の増資相当）を要請。
- 2003年（平成15年）1月10日 - 株式会社化に資本を要することなどからミレアホールディングス（現・東京海上ホールディングス）との経営統合を白紙撤回すると発表。同グループからも脱退した。
- 2004年（平成16年）12月27日 - 本社を新宿から大手町にある朝日東海ビルに移転[注釈 3]。旧新宿本社屋は取り壊され、2009年にモード学園コクーンタワーが竣工した。
- 2009年（平成21年）3月27日 - 不動産の含み益を現金化する目的で、本社のある朝日生命大手町ビルを、三菱地所出資の特定目的会社に売却。
- 2020年（令和2年）- 本社をYOTSUYA TOWERに移転。旧本社の朝日生命大手町ビルが常盤橋プロジェクトの進捗により再開発されることに伴う。

## 本社機能
- 本社 - 東京都新宿区四谷1-6-1 YOTSUYA TOWER
- 多摩本社 - 東京都多摩市鶴牧1-23（多摩ニュータウン・多摩センター地区）
文書の取りまとめ発送先拠点及び電話受付センター・朝日生命カードサービスの本社
- 代田橋オフィス - 東京都杉並区和泉1丁目22番19号（代田橋駅前）

## 主力商品
- 保険王プラス
- やさしさプラス
- あんしん介護
- スマイルメディカルネクストα（医療保険）
- スマイルセブンSUPER（がん保険）

## 関連企業
- 朝日ライフアセットマネジメント
- インフォテクノ朝日
- 朝日生命カードサービス
- 朝日エヌベスト投資顧問
- 朝日生命ビジネスサービス
- 公益財団法人朝日生命成人病研究所付属丸の内病院（生命保険会社で初の、成人病疾患の治療拠点）
- 株式会社F.L.P（保険相談サロンFLP運営）
- なないろ生命保険株式会社

ほか

## スポーツ
- 朝日生命塚原体操クラブ - 2002年に中心的指導者だった塚原光男・塚原千恵子夫妻が設立した「有限会社塚原体操センター」に運営を移管し、命名権の形でチーム名を継続。
- 朝日生命硬式野球部 - 東京都を拠点に活動していた社会人野球チーム。2002年に解散。
- 朝日生命女子バレーボール部 - 東京都を拠点に活動していた女子バレーボールチーム。2005年より休部。
- 朝日生命テニス部 - 2002年に解散。
- 朝日生命バレーボール部 - 1996年シーズン終了後、廃部。全国実業団バレーボールリーグに3年（1985年、1986年、1990年）在籍した。

## 歴代イメージキャラクター
- 菅野美穂 - 1997年よりCMに出演
- シナモロール（シナモン）（声・川田妙子） - サウンドロゴを担当。
- 今井美樹
- 武田鉄矢
- 郷ひろみ
- 竹野内豊
- 中江有里

## 提供番組

### 現在
- ZIP!（日本テレビ系列）
- THE TIME,（TBS系列）
- サンデーLIVE!!（テレビ朝日系列） - 競合会社の大同生命も提供
- ゆりあ先生の赤い糸（テレビ朝日系列） - イメージキャラクターによる出演者枠で提供

### 過去
- NNNきょうの出来事（日本テレビ系列）
- 笑点（日本テレビ系列）
- ひらけ!ポンキッキ（フジテレビ系列）
- 吉川なよ子の爽やかゴルフ、塩谷育代のゴルフ魅せます（テレビ東京系列、古河グループの1社として提供に参加）